# Fun House
Fun House — другий студійний альбом гурту The Stooges, випущений влітку 1970 року лейблом Elektra Records. 2003 року журнал Rolling Stone включив Fun House у число П'ятисот найкращих альбомів усіх часів. Альбом зберіг цю позицію у версії 2012 року, а 2020-го журнал підняв його рейтинг до 94-ї позиції.

## Композиції
Всі пісні написані гуртом «The Stooges»

### Оригінальне видання
Сторона А:
1. «Down on the Street» – 3:42
2. «Loose» – 3:33
3. «T.V. Eye» – 4:17
4. «Dirt» – 7:00

Сторона Б:
1. «1970» – 5:14 (also known as «I Feel Alright»)
2. «Fun House» – 7:45
3. «L.A. Blues» – 4:52

### Перевидання 2005 року
Перший диск:
1. «Down on the Street» – 3:43
2. «Loose» – 3:34
3. «T.V. Eye» – 4:17
4. «Dirt» – 7:03
5. «1970» – 5:15 (also known as «I Feel Alright»)
6. «Fun House» – 7:47
7. «L.A. Blues» – 4:57

Другий диск:
1. «T.V. Eye» [Takes 7 & 8] – 6:01
2. «Loose» [Demo] – 1:16
3. «Loose» [Take 2] – 3:42
4. «Loose» [Take 22] – 3:42
5. «Lost in the Future» [Take 1] – 5:50
6. «Down on the Street» [Take 1] – 2:22
7. «Down on the Street» [Take 8] – 4:10
8. «Dirt» [Take 4] – 7:09
9. «Slide» (Slidin' The Blues) [Take 1] – 4:38
10. «1970» [Take 3] – 7:29
11. «Fun House» [Take 2] – 9:30
12. «Fun House» [Take 3] – 11:29
13. «Down on the Street» (Single mix)  – 2:43
14. «1970» (Single mix)  – 3:21

## Персоналії
- Іґґі Поп — вокал (означений на конверті як «Iggy Stooge»)
- Дейв Алекзендер — бас-гітара
- Рон Ештон — гітара, вокал
- Скотт Ештон — барабани
- Стів Макей — саксофон
- Дон Галуччі — продюсер
- Brian Ross-Myring — ремастеринг, інженер